# Miss Eco International
Miss Eco International é um concurso de beleza feminino realizado anualmente desde 2015 pela empresária egípcia Amaal Rezk, com sede no Egito.  O objetivo da competição é ajudar as causas humanitárias, sociais e ambientais, e não possui afiliação com o Miss Terra, voltado também para causas ambientais.  O lema do evento é "Tornar o Mundo Verde" (em inglês: Make the World Green). A primeira detentora da coroa internacional foi a eslovena  Patricia Peklar. 

## Vencedoras

### Miss Eco Queen
O concurso teve essa nomenclatura em duas edições: 
| Ano  | Edição | Vencedora       | País      | 1ª Sucessora   | País    | Ref.  |
| ---- | ------ | --------------- | --------- | -------------- | ------- | ----- |
| 2015 | 1ª     | Patricia Peklar | Eslovênia | Talisa Wolters | Holanda | [ 5 ] |

### Miss Eco Universe
| Ano  | Edição | Vencedora        | País       | 1ª Sucessora | País   | Ref.  |
| ---- | ------ | ---------------- | ---------- | ------------ | ------ | ----- |
| 2016 | 2ª     | Natalia Carvajal | Costa Rica | Laís Berté   | Brasil | [ 6 ] |

### Miss Eco International
O evento acabou trocando de nome a partir da edição de 2017: 
     Suheyn Cipriani ficou grávida durante o reinado.  Assumiu a quinta colocada. 
| Ano  | Edição                                                         | Vencedora                                                      | País                                                           | 1ª Sucessora                                                   | País                                                           | Ref.                                                           |
| ---- | -------------------------------------------------------------- | -------------------------------------------------------------- | -------------------------------------------------------------- | -------------------------------------------------------------- | -------------------------------------------------------------- | -------------------------------------------------------------- |
| 2017 | 3ª                                                             | Amber Bernachi                                                 | Canadá                                                         | Anzhelika Tahir                                                | Paquistão                                                      | [ 9 ]                                                          |
| 2018 | 4ª                                                             | Cynthia Thomalla                                               | Filipinas                                                      | Astira Vernadeina                                              | Indonésia                                                      | [ 10 ]                                                         |
| 2019 | 5ª                                                             | Suheyn Cipriani                                                | Peru                                                           | Amy Nur Tinie Bt Abdul Aziz                                    | Malaysia                                                       | [ 11 ]                                                         |
| 2020 | Concurso não realizado este ano devido a pandemia de Covid-19. | Concurso não realizado este ano devido a pandemia de Covid-19. | Concurso não realizado este ano devido a pandemia de Covid-19. | Concurso não realizado este ano devido a pandemia de Covid-19. | Concurso não realizado este ano devido a pandemia de Covid-19. | Concurso não realizado este ano devido a pandemia de Covid-19. |
| 2021 | 6ª                                                             | Gizzelle Mandy Uys                                             | África do Sul                                                  | Kelley Day                                                     | Filipinas                                                      | [ 12 ]                                                         |
| 2022 | 7ª                                                             | Kathleen Paton                                                 | Filipinas                                                      | Chloë Reweghs                                                  | Bélgica                                                        | [ 13 ]                                                         |
| 2023 | 8ª                                                             | Nguyen Thanh Ha                                                | Vietnã                                                         | Basilia Ikochukwu                                              | Nigéria                                                        | [ 14 ]                                                         |
| 2024 | 9ª                                                             | Angelina Usanova                                               | Ucrânia                                                        | Chantal Elise Schmidt                                          | Filipinas                                                      |                                                                |
| 2025 | 10ª                                                            | Alexie Mae Brooks                                              | Filipinas                                                      | Yulinar Fitrani                                                | Indonésia                                                      |                                                                |

### Hall of Fame

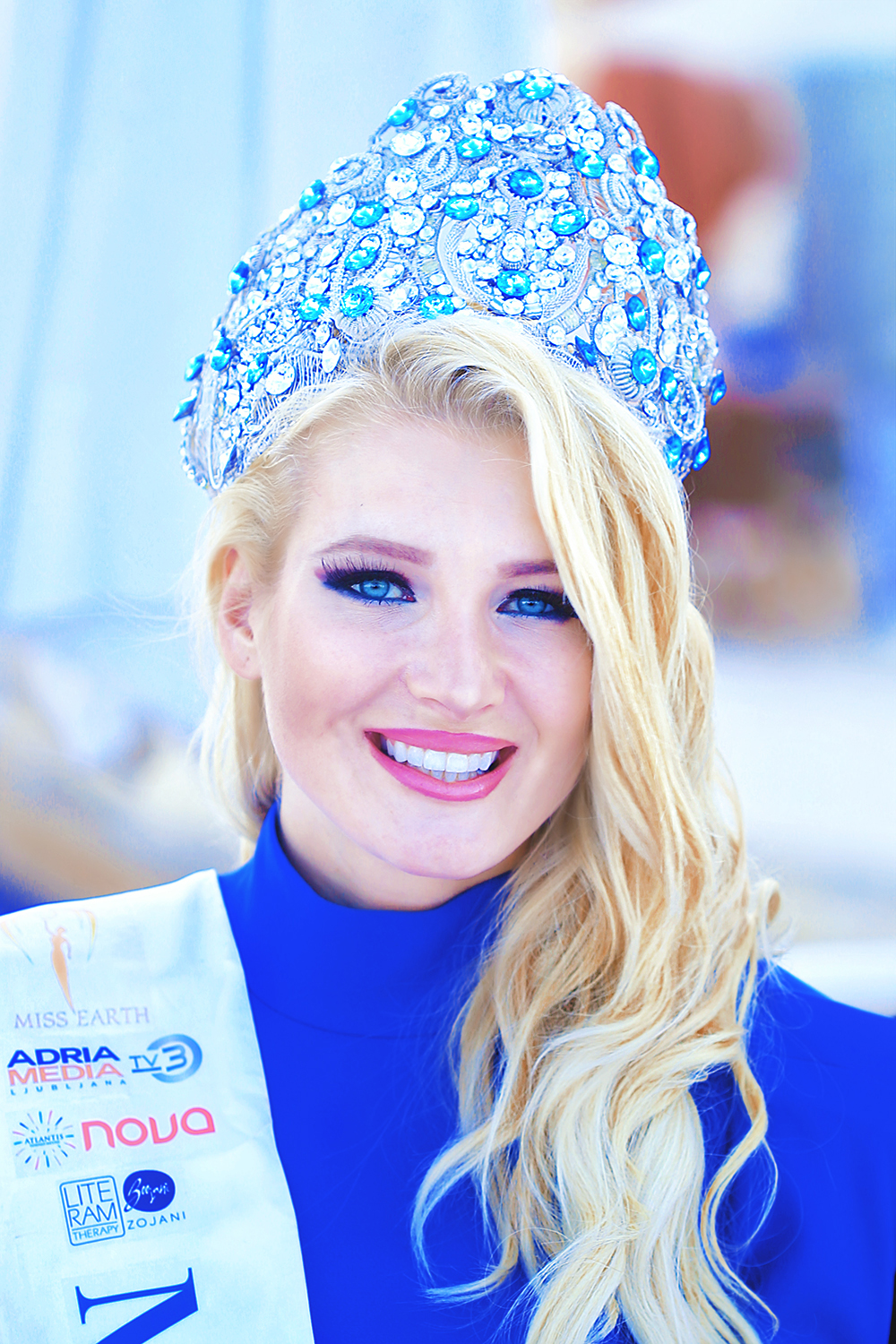
Patricia Peklar, 2015, Eslovênia.
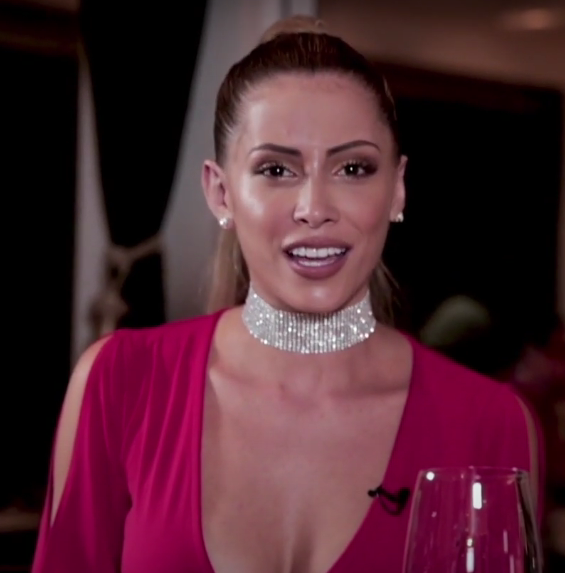
Natalia Carvajal, 2016, Costa Rica.
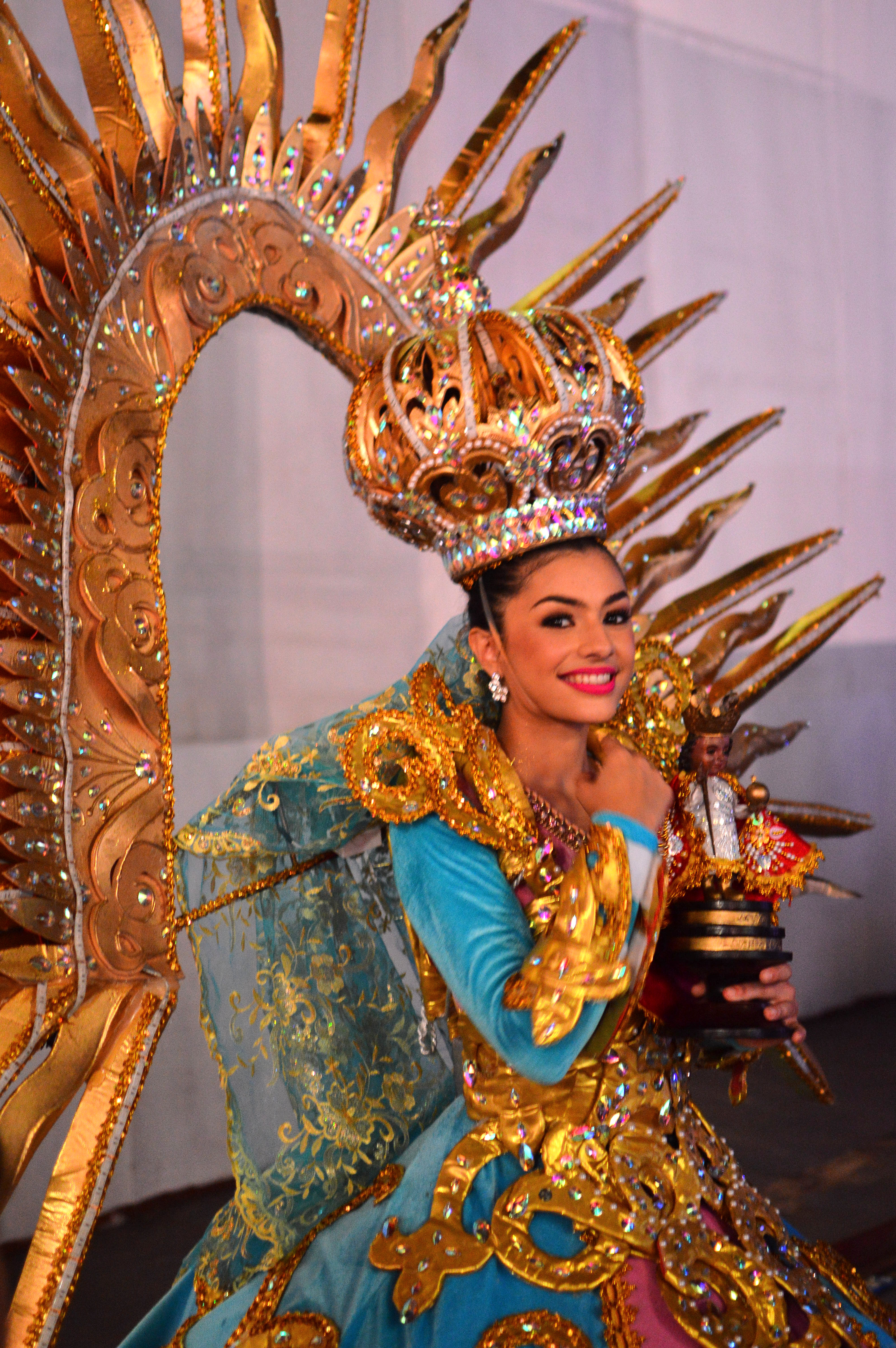
Thia Thomalla, 2018, Filipinas.

### Títulos por País
| País          | Qtd | Títulos          |
| ------------- | --- | ---------------- |
| Filipinas     | 3   | 2018, 2022, 2025 |
| Ucrânia       | 1   | 2024             |
| Vietnã        | 1   | 2023             |
| África do Sul | 1   | 2021             |
| Malásia       | 1   | 2019             |
| Canadá        | 1   | 2017             |
| Costa Rica    | 1   | 2016             |
| Eslovênia     | 1   | 2015             |

## Desempenho Lusófono

### Miss Eco Brasil
| Ano  | Part.                                                                              | Representante                                                                      | Estado                                                                             | Origem                                                                             | Colocação                                                                          | Ref.                                                                               |
| ---- | ---------------------------------------------------------------------------------- | ---------------------------------------------------------------------------------- | ---------------------------------------------------------------------------------- | ---------------------------------------------------------------------------------- | ---------------------------------------------------------------------------------- | ---------------------------------------------------------------------------------- |
| 2016 | 1ª                                                                                 | Laís Berté                                                                         | Rio Grande do Sul                                                                  | Garibaldi                                                                          | 2º. Lugar                                                                          | [ 15 ]                                                                             |
| 2017 | 2ª                                                                                 | Stephany Pim                                                                       | Espírito Santo                                                                     | Vitória                                                                            |                                                                                    | [ 16 ]                                                                             |
| 2018 | 3ª                                                                                 | Daiane Savi                                                                        | Rio Grande do Sul                                                                  | Sananduva                                                                          | 5º. Lugar                                                                          | [ 17 ]                                                                             |
| 2019 | 4ª                                                                                 | Tainá Laydner                                                                      | Rio Grande do Sul                                                                  | Marcelino Ramos                                                                    |                                                                                    | [ 18 ]                                                                             |
| 2021 | Caroline Andrade, de Sergipe, não disputou o título devido a pandemia de Covid-19. | Caroline Andrade, de Sergipe, não disputou o título devido a pandemia de Covid-19. | Caroline Andrade, de Sergipe, não disputou o título devido a pandemia de Covid-19. | Caroline Andrade, de Sergipe, não disputou o título devido a pandemia de Covid-19. | Caroline Andrade, de Sergipe, não disputou o título devido a pandemia de Covid-19. | Caroline Andrade, de Sergipe, não disputou o título devido a pandemia de Covid-19. |
| 2022 | 5ª                                                                                 | Anna Moura                                                                         | Santa Catarina                                                                     | Joinville                                                                          | Semifinalista (Top 21)                                                             | [ 19 ]                                                                             |
| 2023 | 6ª                                                                                 | Paula Assunção                                                                     | Paraná                                                                             | Foz do Iguaçu                                                                      | Semifinalista (Top 11)                                                             | [ 20 ]                                                                             |

#### Prêmios
- Miss Eco Photogenic: Stephany Pim (2017)

- Miss Eco Latin America: Stephany Pim (2017) e Tainá Laydner (2019)

- Best Resort Wear: Paula Assunção (2023)

- Miss Eco Elegance: Laís Berté (2016)

- Best Eco Dress: Laís Berté (2016)

- Best National Costume: Laís Berté (2016)

- (Top 10) Best Resort Wear: Laís Berté (2016)

- (Top 10) Miss Eco Talent: Stephany Pim (2017)

### Miss Eco Portugal
| Ano  | Part. | Representante     | Distrito              | Origem          | Colocação              | Ref.   |
| ---- | ----- | ----------------- | --------------------- | --------------- | ---------------------- | ------ |
| 2016 | 1ª    | Carolina Liquito  | Distrito de Lisboa    | Lisboa          | Semifinalista (Top 16) | [ 21 ] |
| 2017 | 2ª    | Diana Sofia       | Distrito do Porto     | Massarelos      |                        | [ 22 ] |
| 2018 | 3ª    | Priscila Alves    | Distrito de Setúbal   | Moita           | Semifinalista (Top 10) | [ 23 ] |
| 2019 | 4ª    | Ana Machado       | Distrito de Évora     | Estremoz        |                        | [ 24 ] |
| 2021 | 5ª    | Carina Neto       | União Portugal-Canadá | Toronto         |                        | [ 25 ] |
| 2022 | 6ª    | Cristina Carvalho | Ilha dos Açores       | Ilha do Faial   |                        | [ 26 ] |
| 2023 | 7ª    | Carolina Serra    | Distrito de Coimbra   | Figueira da Foz |                        | [ 27 ] |

#### Prêmios
- Miss Eco Europe: Diana Sofia (2017)

- Miss Eco Talent: Priscila Alves (2018)

### Miss Eco Moçambique
| Ano  | Part. | Representante   | Província        | Origem | Colocação              | Ref.   |
| ---- | ----- | --------------- | ---------------- | ------ | ---------------------- | ------ |
| 2019 | 1ª    | Keila Nhantumbo | Cidade de Maputo | Maputo | Semifinalista (Top 21) | [ 28 ] |